# Bérurier Noir
Bérurier noir este o trupă punk franceză activă între 1983 și 1989 și iarăși din 2003 până în 2006. Trupa este asociată cu mișcarea anarcho-punk.

## Discografie

### Albume Studio
- Macadam massacre (1984)
- Concerto pour détraqués (1985)
- Abracadaboum (1987)
- Souvent fauché, toujours marteau (1989)
- Invisible (2006)

### Albume Live
- Meilleurs extraits des deux concerts a Paris (1983)
- Viva Bertaga (1990)
- Carnaval des agités (1995)
- La Bataille de Pali-Kao (1998)
- Même pas mort (2003)
- L'Opéra des Loups + Chants des meutes (2005)

### Compilați
- Enfoncez l'clown (2003)

### Single-uri & EP-uri
- Nada/Gloco (1983) (split EP with band Guernica, Bérurier Noir contribute four songs)
- Macadam massacre (1984)
- Nada 84 (1984)
- Nada Nada (1985) (stand-alone release of the Bérurier Noir side of the split single Nada/Gloco)
- Joyeux merdier (1985)
- L'Empereur Tomato Ketchup (1986)
- Ils veulent nous tuer (1988)
- Nuit Apache (1988)
- Split Bérurier Noir/Haine Brigade (1988) (split single with band Haine Brigade, Bérurier Noir contribute the song Makhnovtchina)
- Viêt Nam-Laos-Cambodge (1988)